# Beregovoi (Xirotxanka)
|  | Per a altres significats, vegeu «Beregovoi (Zaporójskaia)». |

Beregovoi - Береговой (rus) és un possiólok del krai de Krasnodar, a Rússia. Es troba a les terres baixes del Kuban-Azov, a la península de Ieisk, prop del golf de Taganrog de la mar d'Azov. És a 13 km al sud-oest del centre de Ieisk i a 192 km al nord-oest de Krasnodar.
Pertany al possiólok de Xirotxanka.